# 种阜草属
种阜草属（学名：Moehringia）是石竹科下的一个属，为一年生或多年生、纤弱草本植物。该属共有约20种，分布于北温带。